# Мощена (станція)
Моще́на — проміжна залізнична станція Рівненської дирекції Львівської залізниці між станцією Вербка (8 км) та роз'їздом Вижва (21 км). Розташована за 4 км на північ від села Мощена Ковельського району Волинської області.
Станцію відкрито 1906 року на вже існуючій лінії Ковель — Берестя з 1873 року.

## Пасажирське сполучення
На станції зупиняються лише приміські потяги до станцій Ковель, Заболоття та Хотислав.